# باشگاه فوتبال بهمن شیراز
باشگاه فوتبال بهمن شیراز یک باشگاه فوتبال ایرانی بود که در سال ۱۳۷۸ در شیراز بنیان‌گذاری شد و در سال ۱۳۹۴ به علت مشکلات مالی منحل و امتیاز آن به باشگاه فوتبال خونه به خونه بابل واگذار شد.لازم به ذکر است این باشگاه پس از فروش امتیاز تیم بزرگسالان خود ،در رده های پایه هنوز فعالیت دارد و هم اکنون در رده های سنی نوجوان و جوانان در لیگ برتر ایران حضور دارد.
سر مربی تیم نوجوان بهمن، علی نصیری و سر مربی تیم جوانان  بهمن ، یاشا تقی زاده میباشند. استاد و پیشکسوت فوتبال شیراز حسین حسین زاده نیز مدیر فنی کلیه رده های سنی بهمن شیراز است.
این تیم که معمولاً در لیگ دسته دوم حاضر بود در آخرین سال حیات خود به لیگ آزادگان صعود کرد اما با فروش حق امتیاز خود، فرصت حضور در بازی‌های این لیگ را از دست داد.